# 3인칭 복수
《3인칭 복수》는 2022년 11월 9일부터 2022년 12월 14일까지 방송된 디즈니+ 오리지널 드라마 수요드라마다.

## 기획의도
쌍둥이 오빠의 죽음에 얽힌 진실을 찾아 나선 ‘찬미’와 불공평한 세상에 맞서 복수 대행을 시작한 ‘수헌’이 인생을 뒤흔든 충격적인 사건에 휘말리면서 벌어지는 高자극 하이틴 복수 스릴러

## 제작진

### 연출
- 김유진 : ( SBS 드라마스페셜 《다시 만난 세계》(공동연출) 등 집필 )

- 안종연

### 극본
- 이희명 : ( SBS 화요 미니시리즈 《열정시대》(집필), SBS 금요 미니시리즈 《공룡선생》(공동집필), SBS 토요드라마 《도시남녀》(공동집필), SBS 월요드라마 《재동이》(집필), SBS 드라마스페셜 《미스터Q》(집필), SBS 드라마스페셜 《토마토》(집필), SBS 드라마스페셜 《팝콘》(집필), SBS 드라마스페셜 《수호천사》(집필), SBS 드라마스페셜 《명랑소녀 성공기》(집필), SBS 아침 일일연속극 《얼음꽃》(집필), SBS 목, 금 미니시리즈 《요조숙녀》(집필), SBS 추석특집 2부작 드라마 《박치기왕》(집필), SBS 드라마스페셜 《불량가족》(집필), SBS 드라마스페셜 《옥탑방 왕세자》(집필), SBS 월화 미니시리즈 《야왕》(집필), SBS 드라마스페셜 《냄새를 보는 소녀》(집필), SBS 주말 특별기획 드라마 《미녀 공심이》(집필), SBS 드라마스페셜 《다시 만난 세계》(집필) 등 집필 )

## 등장 인물

### 주요 인물
- 신예은 : 옥찬미 역
- 로몬 : 지수헌 역
- 서지훈 : 석재범 역

### 용탄고등학교
- 우연 : 홍아정 역
- 정수빈 : 태소연 역
- 채상우 : 기오성 역
- 이수민 : 국지현 역
- 강이석 : 권세진 역
- 강율 : 박원석(옥찬규) 역

### 그 외 인물
- 서혜린 : 양혜정 역
- 장현성 : 기왕도 역
- 우지한 : 최은혁 역

## 수상 목록
- 2023년 제2회 청룡 시리즈 어워즈 드라마 부문 신인여우상 (신예은)

## 참고 사항
- 채상우는 《녹두꽃》 이후 3년 만에 배우로 복귀하며, 군대 전역 후 첫 작품이다.